# Pomnik Lotników w Bydgoszczy
Pomnik Lotników Polskich – pomnik odsłonięty w 1980 na bydgoskim Błoniu upamiętniający Lotników walczących i poległych w czasie II wojny światowej. Pomnik powstał z inicjatywy Bydgoskiego Klubu Seniorów Lotnictwa, według projektu Józefa Makowskiego.

## Pomnik

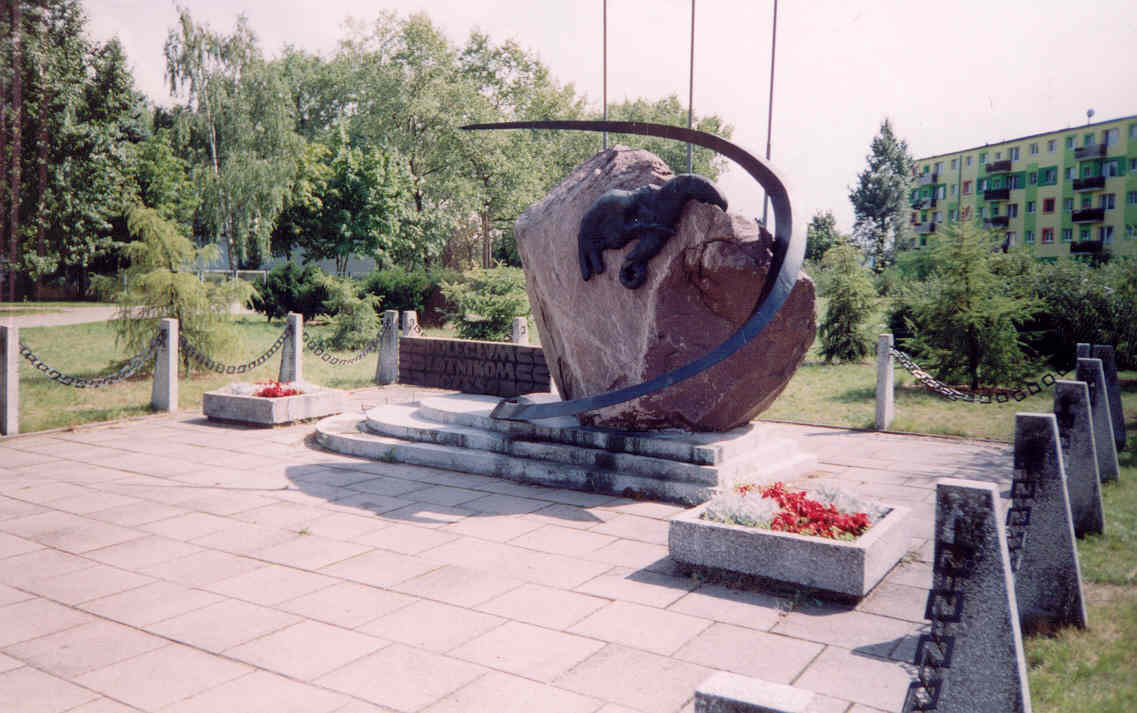
Pomnik Lotników widok ogólny

Forma pomnika Lotników jest połączeniem konwencjonalnego kamienia pamiątkowego, z modernistyczną rzeźbą. Na betonowym cokole w kształcie zaokrąglonych, cofających się schodów, usadowiono głaz, do którego przytwierdzono metalowe elementy plastyczne, w postaci orła pikującego w dół, trzymającego wieniec w dziobie, oraz okalającej cały pomnik krzywej linii. Orzeł z wieńcem symbolizuje ofiarność polskich pilotów, natomiast abstrakcyjny element w formie krzywej, przywołuje na myśl lekkość i dynamikę myśliwców. Po lewej stronie od kamienia znajduje się ozdobna inskrypcja POLEGŁYM LOTNIKOM CZEŚĆ, przed którą znajduje się miejsce do składania zniczy i kwiatów. Pomnik ten należy do grona kilku rzeźb zrealizowanych według koncepcji artysty Józefa Makowskiego, twórcy m.in. Ryb w misie po Fontannie Potop, Złamanej róży, czy pomników w Dolinie Śmierci.

## Pamięć
Bydgoszcz może poszczycić się wieloletnią tradycją lotniczą, lotnisko w Bydgoszczy powstało już w czasach I wojny światowej, a w trakcie dwudziestolecia międzywojennego prężnie się rozwijało. Od 1921 mieściło ośrodki szkolenia technicznego kadry, oraz pilotów, którzy później uczestniczyli na wielu frontach II wojny światowej. To właśnie ich intencji wzniesiono pomnik, przy którym odbywają się uroczystości z okazji rocznic powstania ośrodka lotniczego w Bydgoszczy, Święta Lotnictwa Polskiego, a także 1 listopada. Oprócz kamienia pamiątkowego na Błoniu, powstała także płyta w Kościele Garnizonowym, upamiętniającą poległych w czasie wojny absolwentów Szkoły Podoficerów Lotnictwa dla Małoletnich, a także Pomnik Ikara, upamiętniający Pilotów szybowców, ulokowany na Górze Szybowników w Fordonie.